# Nuoro
Nuoro (sardiska: Nùgoro) är en stad, kommun och huvudort i provinsen Nuoro i regionen Sardinien i Italien. Kommunen hade 36 579 invånare (2017). Nuoro gränsar till kommunerna Benetutti, Dorgali, Mamoiada, Oliena, Orani, Orgosolo och Orune.

## Kända personer
- Grazia Deledda, nobelpristagare i litteratur